# 白鳥郵便局 (山形県)
白鳥郵便局（しろとりゆうびんきょく）は山形県村山市にある郵便局。民営化前の分類では集配特定郵便局であった。

## 概要
住所：〒995-0199 山形県村山市長善寺仲田1606-3

## 取扱内容
- 郵便、印紙、ゆうパック、内容証明
- 貯金、為替、振替、振込、国際送金、国債
- 生命保険、バイク自賠責保険
- ゆうちょ銀行ATM
- 村山市内の一部地域（〒995-02xx）の集配業務

## 周辺
- 国道347号
- 村山市立戸沢小学校
- 戸沢地区市民センター
- JAみちのく村山 葉山支店
- セブンイレブン村山白鳥店

## その他
- 駐車場あり：2台